# Zoe Lister-Jones
Zoe Lister-Jones (Brooklyn, 1º settembre 1982) è un'attrice statunitense.

## Filmografia

### Attrice

#### Cinema
- Nausea II, regia di Guy Richards Smit (2004)
- Anna on the Neck, regia di Gary Upton Schwartz - cortometraggio (2005)
- New Boobs, regia di Matthew Bonifacio - cortometraggio (2006)
- Arranged, regia di Diane Crespo e Stefan C. Schaefer (2007)
- The Last 15, regia di Antonio Campos - cortometraggio (2007)
- Day Zero, regia di Bryan Gunnar Cole (2007)
- Turn the River, regia di Chris Eigeman (2007)
- Five Difficult Situations, regia di Ana Hurka-Robles - cortometraggio (2007)
- The Marconi Bros., regia di Michael Canzoniero e Marco Ricci (2008)
- Explicit Ills, regia di Mark Webber (2008)
- Goyband, regia di Christopher Grimm (2008)
- Breaking Upwards, regia di Daryl Wein (2009)
- State of Play, regia di Kevin Macdonald (2009)
- Armless, regia di Habib Azar (2010)
- William Vincent, regia di Jay Anania (2010)
- Salt, regia di Phillip Noyce (2010)
- I poliziotti di riserva (The Other Guys), regia di Adam McKay (2010)
- Love & Secrets (All Good Things), regia di Andrew Jarecki (2010)
- Stuck Between Stations, regia di Brady Kiernan (2011)
- Lola Versus, regia di Daryl Wein (2012)
- Let's Get Digital, regia di Daryl Wein - cortometraggio (2014)
- Brooklyn Decker Threesome, regia di Daryl Wein - cortometraggio (2014)
- Consumed, regia di Daryl Wein (2015)
- How It Ends, regia di Zoe Lister-Jones (2021)
- Beau ha paura (Beau Is Afraid), regia di Ari Aster (2023)
- A Good Person, regia di Zach Braff (2023)

#### Televisione
- Law & Order - Il verdetto (Law & Order: Trial by Jury) – serie TV, episodi 1x6 (2005)
- Law & Order: Criminal Intent – serie TV, episodi 5x2 (2005)
- Kidnapped – serie TV, episodi 1x3 (2006)
- Law & Order - I due volti della giustizia (Law & Order) – serie TV, episodi 17x5 (2006)
- The Class - Amici per sempre (The Class) – serie TV, episodi 1x7 (2006)
- Law & Order - Unità vittime speciali (Law & Order: Special Victims Unit) – serie TV, episodi 9x13 (2008)
- Washingtonienne, regia di Mark Mylod – film TV (2009)
- State of Romance – serie TV, episodi 1x1 (2009)
- Bored to Death - Investigatore per noia (Bored to Death) – serie TV, episodi 1x4 (2009)
- The Good Wife – serie TV, episodi 1x13 (2010)
- Delocated – serie TV, 15 episodi (2009-2010)
- Whitney – serie TV, 38 episodi (2011-2013)
- I miei peggiori amici (Friends with Better Lives) – serie TV, 13 episodi (2014)
- Confirmation - Una donna per la verità (Confirmation), regia di Rick Famuyiwa – film TV (2016)
- New Girl – serie TV, 6 episodi (2015-2018)
- Awokened, regia di Daryl Wein – film TV (2019)
- Life in Pieces – serie TV, 79 episodi (2015-2019)

### Regista
- Band Aid (2017)
- Il rito delle streghe (The Craft: Legacy) (2020)
- How It Ends (2021)

### Sceneggiatrice
- How It Ends (2021)

## Doppiatrici italiane
Nelle versioni in italiano delle opere in cui ha recitato, Zoe Lister-Jones è stata doppiata da:
- Eleonora Reti in I miei peggiori amici, Life in Pieces
- Ilaria Latini in Lola Versus
- Sara Ferranti in Band Aid
- Jessica Bologna in A Good Person
- Chiara Colizzi in Beau ha paura